# Europameisterschaften 1897
Als Europameisterschaft 1897 oder EM 1897 bezeichnet man folgende Europameisterschaften, die im Jahr 1897 stattfanden:
- Ruder-Europameisterschaften 1897